# Меконг
Меконг (кин: Lancang-ciang, тај. Me Nam Khong, тибет. Dža Ču, Me Kong, Me Nam Kong) јесте најдужа река у Индокини. Меконг је 6. по величини река у Азији а 12. на свету.
Протиче кроз Кину (извире на Тангла планини на Тибетској висоравни), Лаос, Камбоџу и Вијетнам. Улива се у Јужнокинеско море преко широке делте површине око 190.000 km². Меконг једним делом чини границу Лаоса са Тајландом и Бурмом.
Површина слива Меконга износи око 810.000 km², а дужина око 4.425 km. Главне притоке су: Мун (Mun), Нам Оу (Nam Ou), Секхонг (Sekhong) и Тонле Сап (Tonle Sap). У горњем току налазе се бројни водопади и прагови што онемогућава пловидбу.
Средњи проток воде на ушћу износи око 12-15.000 m³/s, али се дешава да у августу достигне и до 30.000 m³/s. Промене у нивоу воде у доњем току реке могу да износе до 12 m. Долина Меконга у Камбоџанској низији покривена је плантажама пиринча. Доњи ток реке је најбитнији транспортни пут у Индокини, а морски бродови плове до Пном Пена, престонице Камбоџе. На реци се налази неколико брана за хидроелектране, а у плану је изградња још неколико.

## Геологија
Обрасци унутрашње дренаже Меконга су необични у поређењу са онима других великих река. Већина великих речних система који исушују унутрашњост континената, попут Амазона, Конга и Мисисипија, имају релативно једноставне мреже дендритичних притока које подсећају на разгранато стабло. Обично се такви обрасци развијају у сливовима са благим нагибима, где је геолошка структура која је у основи прилично хомогена и стабилна, вршећи малу или никакву контролу над речном морфологијом. За разлику од тога, мреже притока Салуена, Јангцекјанга, и посебно Меконга, сложене су с различитим подсливовима који често показују различите и особене дренажне обрасце. Ови сложени системи одводњавања развили су се у окружењу у којем је основна геолошка структура хетерогена и активна и главни је фактор који контролише ток река и пејзаже који исклесавају.
Узвишење Тибетанске висоравни током терцијарног периода било је важан фактор у настанку југозападног монсуна, који је доминантна климатска контрола која утиче на хидрологију слива Меконг. Разумевање природе и времена уздизања Тибета (и централних висоравни Вијетнама) стога помаже у објашњењу порекла седимената који данас допиру до делте и Великог језера Тонле Сап. Студије о пореклу седимената у делти Меконга откривају велики преокрет у извору седимената пре око осам милиона година (Ма). Од 36 до 8 Ма највећи део (76%) седимената депонованих у делти потиче од ерозије корита у подручју Три реке. Од 8 Ма до данас, међутим, допринос из подручја Три реке пао је на 40%, док је допринос из Централног горја порастао са 11 на 51%. Један од најупечатљивијих закључака истраживања провенијенције је мали допринос седимента из других делова слива Меконга, посебно висоравни Корат, узвишења северног Лаоса и северног Тајланда и планинских ланаца јужно од подручја Три реке.
Последњи глацијални период нагло се завршио пре око 19.000 година (19 ка) када је ниво мора брзо порастао, достигавши максимално око 4,5 m изнад садашњег нивоа у раном холоцену око 8 ка. У то време, обала Јужно кинеског мора је скоро достигла Пном Пен, а узорци извађени из околине Ангкор Бореја садржали су седименте депоноване под утицајем плиме и осе, слане мочваре и мочваре мангрова. Седименти депоновани у Великом језеру Тонле Сап отприлике у то време (7,9–7,3 ка) такође показују назнаке морског утицаја, што указује на везу са Јужно кинеским морем. Иако хидраулични односи између система Меконг и Великог језера Тонле Сап током холоцена нису добро схваћени, јасно је да је пре између 9.000 и 7.500 година ушће Тонле Сапа и Меконга било у близини Јужног кинеског мора.
Садашња речна морфологија делте Меконга развила се у последњих 6.000 година. Током овог периода, делта је напредовала 200 km преко континенталног појаса Јужно кинеског мора, покривајући површину од више од 62.500nbsp;km². Од 5,3 до 3,5 хиљада година делта је напредовала преко широког насипа формираног између вишег тла у близини камбоџанске границе и узвишења северно од Хо Ши Мина. Током ове фазе свог развоја делта је била заклоњена од таласног дејства дугих обалских струја и била је изграђена углавном флувијалним и плимским процесима. У то време делта је напредовала брзином од 17–18 m годишње. Након 3,5 хиљаде година, међутим, делта се проширила изван насипа и постала подложна таласном дејству и морским струјама. То је скренуло таложења југоисточно у правцу полуострва Ка Мау, што је једно од најновијих обележја делте.
Слив Меконга се обично не сматра сеизмички активним подручјем, јер је већи део слива почива на релативно стабилном континенталном блоку. Ипак, делови слива у северном Лаосу, на северу Тајланда, Мјанмару и Кини доживљавају честе земљотресе и подрхтавање. Јачина ових земљотреса ретко прелази 6,5 по Рихтеровој скали и мало је вероватно да ће изазвати материјалну штету.

## Еколошки проблеми
Суша повезана са променом климе и десетине хидроелектрана наносе штету екосистему Меконга. Када суша престане и почну неизбежне поплаве, ефекти Меконшких брана на динамику поплавног пулса у целом Доњем Меконгу слабо су разјашњени.
Велики део од 8,3 милијарди тона пластике присутне на земљи стиже до океана. Деведесет процената пластике у океанима испира само 10 река. Меконг је један од њих.
Све већи број академика, невладиних организација и научника позива међународну заједницу и Комисију реку Меконг да оборе мит о одрживој хидроенергији. Они позивају на тренутни мораторијум на даљу изградњу и прелазак на соларну и друге облике обновљиве енергије, који су већ високо конкурентни и бржи за инсталирање.